# Czeszków
Czeszków (niem. Tscheschendorf) – kolonia w Polsce położone w województwie dolnośląskim, w powiecie złotoryjskim, w gminie Złotoryja.
W latach 1975–1998 miejscowość należała administracyjnie do województwa legnickiego.